# Територијалне претензије на Антарктику
Територијалне претензије на Антарктику су политичке тврдње различитих држава да су оствариле суверенитет над неком од територијама на Антарктику или јужном поларном региону око овог континента. Тренутно, такве тврдње се односе само на оне територије које се налазе јужно од паралеле 60° и постоји седам држава које су исказале претензије прије ступања на снагу Споразума о Антарктику. То су: Уједињено Краљевство, Норвешка, Аустралија, Француска, Нови Зеланд, Чиле и Аргентина.

## Подјела територија на Антарктику
Све територије Антарктика дијеле се на сјеверне и јужне. Јужне територије се налазе јужно од паралеле 60° и предмет су спора, односно територијалних претензија. Острва сјеверно од ове паралеле су сјеверне територије Антарктика и налазе се под суверенитетом неке од држава.

### Јужни Антарктик
| Застава територије | Територија                          | Претендент       | Границе                                       | Датум                              | Површина км² |
| ------------------ | ----------------------------------- | ---------------- | --------------------------------------------- | ---------------------------------- | ------------ |
|                    | Аделина земља                       | Француска        | 136°11′ИГД — 142°02′ИГД                       | 1924.                              | 432.000      |
|                    | Чилеанска антарктичка територија    | Чиле             | 53°ЗГД — 90°ЗГД                               | 1940.                              | 1.250.000    |
|                    | Аргентински Антарктик               | Аргентина        | 25°ЗГД — 74°ЗГД                               | 1943.                              | 966.000      |
|                    | Аустралијска антарктичка територија | Аустралија       | 44°38′ИГД — 136°11′ИГД и 142°02′ИГД — 160°ИГД | 1933.                              | 5.896.000    |
|                    | Британска антарктичка територија    | Велика Британија | 20°ЗГД — 80°ЗГД                               | 1908.                              | 1.725.000    |
|                    | Земља краљице Мод                   | Норвешка         | 20°ЗГД — 44°38′ЗГД                            | 1939.                              | 2.500.000    |
| Острво Петра I     | 68°51′ЈГШ 90°35′ЗГД                 | Норвешка         | 1929.                                         | 156                                |              |
|                    | Росова земља                        | Нови Зеланд      | 150°ЗГД — 160°ИГД                             | 1923.                              | 450.000      |
|                    | Земља Мери Берд                     | нема претензија  | 90°ЗГД — 150°ЗГД                              | Од 1961. нема званичних претензија | 888.000      |

### Сјеверни Антарктик
Зависне територије Сјеверног Антарктика
|   |                                        | Територија                             | Главна станица         | Суверенитет            | Статус                          |
| - | -------------------------------------- | -------------------------------------- | ---------------------- | ---------------------- | ------------------------------- |
| 1 | Норвешка                               | Буве (острво)                          | нема                   | Норвешка               | специјалан статус               |
| 2 | Јужна Џорџија и Јужна Сендвичка Острва | Јужна Џорџија и Јужна Сендвичка Острва | Грутвикен              | УК                     | Прекоморска територија          |
| 3 | Норвешка                               | Острво Петра I                         | нема                   | Норвешка               | специјалан статус               |
| 4 | Јужноафричка Република                 | Острва Принца Едварда                  | нема                   | Јужноафричка Република | неријешен статус                |
| 5 | Нови Зеланд                            | Субантарктичка острва                  | нема                   | Нови Зеланд            | Новозеландска спољна територија |
| 6 | Француске јужне и антарктичке земље    | Француске јужне и антарктичке земље    | Станица Порт о Франсез | Француска              | Прекоморска територија          |
| 7 | Аустралија                             | Херд и Макдоналд                       | нема                   | Аустралија             | Аустралијска спољна територија  |